# Bhumibol-dæmningen
Bhumibol-dæmningen (thai: เขื่อนภูมิพล) er en dæmning med tilhørende vandkraftværk i  distriktet (Amphoe) Sam Ngao i provinsen Tak i Nordthailand. Den påbegyndtes i 1958 og indviedes i maj 1964. 
Den 154 m høje og 486 m lange dæmning er en af de største i Sydøstasien. Den er nu opkaldt efter kong Bhumibol Adulyadej, men hed tidligere Yanhee-dæmningen. Det er en krum gravitationsdæmning (massivdæmning) af beton og er den næsthøjeste i Thailand efter Dronning Sirikit-dæmningen.
Dæmningen opdæmmer Maenam Ping-floden, som er en biflod til Thailands hovedflod Chao Phraya, til en sø med et areal på indtil 308 km² og et vandindhold på indtil 13.462 millioner m³ . Denne dæmningssø, Mae Ping-søen, som er Thailands største efter overfladeareal og næststørste efter vandreservoir, indgår i Mae Ping nationalpark, som Bhumibol-dæmningen markerer den sydlige afgrænsning af. Søens vand ledes via kanaler til kunstvanding af store landbrugsarealer.
Vandkraftværket ved dæmningen producerer elektrisk strøm, først og fremmest til forsyning af  Bangkok-området. Det har fem turbiner, som producerer en effekt på 535 MW. 
Fra dæmningen kan man med skib sejle 140 km op ad floden til Chiang Mai. 
17°14′30″N 98°58′22″Ø / 17.24167°N 98.97278°Ø